# Ernst Wendel
Ernst Wendel (* 26. März 1876 in Breslau; † 21. Mai 1938) war ein deutscher Violinist und Dirigent.

## Leben
Für eine Saison war Wendel 1896/97 Konzertmeister des Chicago Symphony Orchestra unter Theodore Thomas. Von 1909 bis 1935 war er Generalmusikdirektor des  Bremer Philharmonischen Staatsorchesters. Das Deutsche Tonkünstlerfest fand 1931 in Bremen unter seiner Leitung statt. Als Geiger unterrichtete er Georg Kulenkampff. 1914 dirigierte er in Stuttgart und 1925/26 die Museumskonzerte in Frankfurt am Main. 1913 führte er die 9. Sinfonie von Anton Bruckner erstmals in Russland auf. Er prägte die Musik in Königsberg.
Wendel war mit der Konzertpianistin Ilse Wendel geb. Wolde, verheiratet. Sein jüngerer Sohn war der Bühnen- und Kostümbildner Heinrich Wendel (1915–1980).

## Werke (Auswahl)
- Feldeinsamkeit für vierstimmigen gemischten Chor op. 7 Nr. 1, Text: Hermann Allmers, Leuckart, Leipzig, 1905 OCLC 698599748
- Ich ruhe still im Gras für Männerchor, Text: Hermann Allmers, Leuckart, München, 1905 OCLC 962295504
- Das Grab im Busento für Männerchor und grosses Orchester op. 9, Kistner, Leipzig, 1907 OCLC 611260134
- Abendlied für vierstimmigen Männerchor op. 10 Nr. 4, Text: Gottfried Keller OCLC 165421727
- Kaiser Karl in der Johannisnacht für Männerchor a capella, Text: Franz Rohrer, Schweers & Haake, Bremen, 1912 OCLC 903751774
- Walzer für Klavier zu vier Händen op. 12, Kistner, Leipzig, 1911 OCLC 254059465
- Das Reich des Gesanges für Männerchor und Orchester op. 13, Text: Theodor Körner, Kistner, Leipzig, 1912 OCLC 246340074
- Kosmisches Lied für Männerchor a capella op. 30, Gebrüder Hug & Co., Leipzig, Zürich, 1930 OCLC 80213653